# Hitman: Codename 47
Hitman: Codename 47 je stealth videohra vyvinutá společností IO Interactive a vydaná společností Eidos Interactive exkluzivně pro Microsoft Windows v listopadu 2000. Jedná se o první díl série Hitman.

## Příběh
Hráči ovládají agenta 47, geneticky vylepšený lidský klon, který je přísně vycvičen v metodách vražd. Po útěku z testovacího zařízení je najat globální organizací pro nájemné zabíjení ICA. Jeho mise ho zavedou na místa v Asii, Evropě a Jižní Americe, aby vraždil bohaté a dekadentní zločince, kteří spolu zpočátku zdánlivě nemají žádné vazby (kromě letmých zmínek o službě každého z nich ve francouzské cizinecké legii). Brzy se ukáže, že všichni hráli roli ve větším spiknutí.

## Hratelnost
Hra se točí kolem hledání způsobů, jak se nenápadně dostat k jednotlivým cílům a zlikvidovat je. K tomu mohou hráči využívat různé nástroje, včetně převleků a tlumených zbraní. Některé úrovně jsou však zaměřeny spíše na akci a možnost utajení se v nich nevyskytuje, místo toho se hrají jako tradiční střílečka z pohledu třetí osoby.

## Vydání a ohlasy
Videohra byla vydaná exkluzivně pro Microsoft Windows v listopadu 2000.
Hra se setkala se smíšenými ohlasy kritiků, kteří chválili jedinečný přístup ke stealth hře, který byl v té době považován za revoluční, ale kritizovali její obtížnost, ovládání a technické problémy.
Do roku 2009 se jí prodalo více než 500 000 kusů.

### Pokračování
Hra následně odstartovala videoherní sérii Hitman, která začala prvním pokračováním Hitman 2: Silent Assassin z roku 2002.